# Prisión Central de Kondengui
La Prisión Central de Kondengui (en francés: Prison centrale de Kondengui) es una prisión de máxima seguridad en Yaundé, en el país africano de Camerún. Ha sido objeto de numerosas críticas internacionales por su hacinamiento y malas condiciones.  Kondengui fue construido en 1967 y fue construido originalmente para albergar a 1.500 reclusos. La instalación cuenta con 16 baños y 400 camas. En 2002, se denunció que los prisioneros fueron alimentados con una comida al día y se les dio 4,4 oz de jabón cada seis meses.